# 雪片

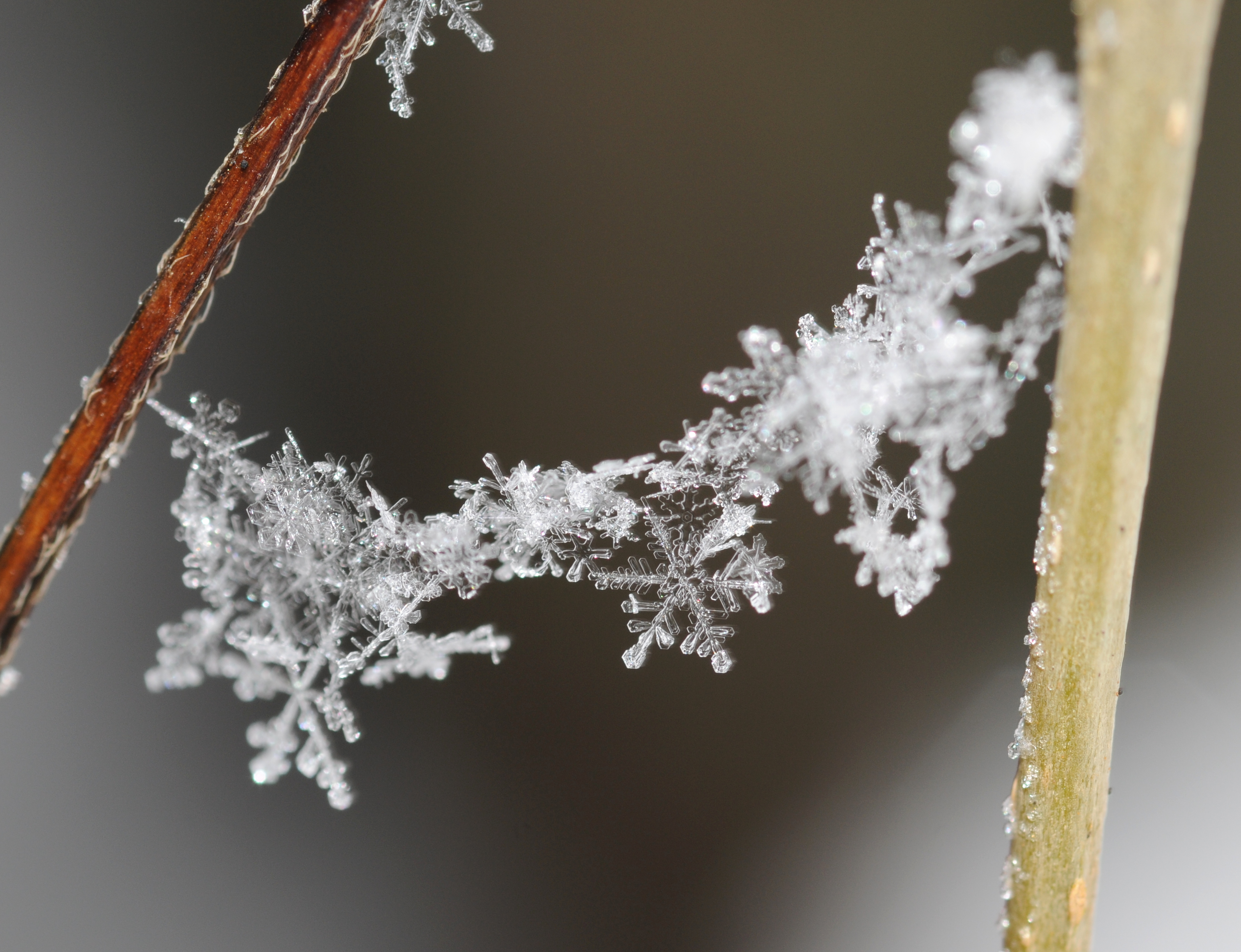
降ったばかりの雪片。

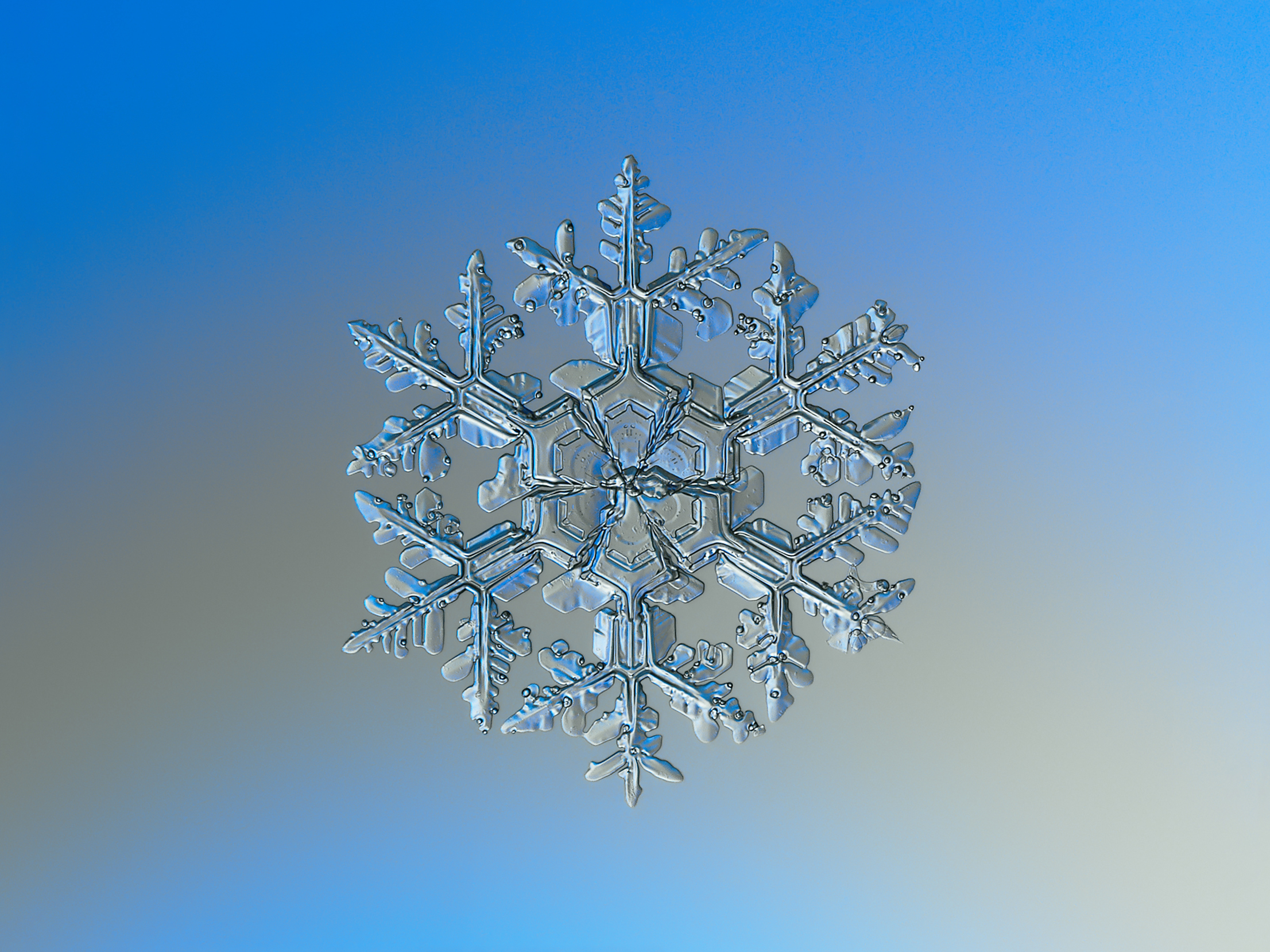
天然の雪片をマクロ撮影したもの。

雪片（せっぺん）は、ある程度の大きさに育った単一の氷晶、あるいは合着した複数の氷晶が雪として大気中を落下してきたもの。「雪の結晶」という言い方もある。過飽和になった空気塊の中で塵の粒子が水蒸気を集めて過冷却雲粒を形成し、凍結して氷晶となることで核生成する。温度や湿度の異なる大気領域を通過しながら成長するために形状は複雑になる。そのため細部まで同一の雪片は存在しないが、形状には8つの大分類があり、少なくとも80種の変種に分けられる。氷晶形状の主な構成要素は針、角柱、角板、付着雲粒であり、これらが組み合わされる。透明な物質である氷からなるにもかかわらず、雪は白く見える。これは雪片の微小な結晶面で光のスペクトル全体にわたって拡散反射が起きるためである。

## 形成

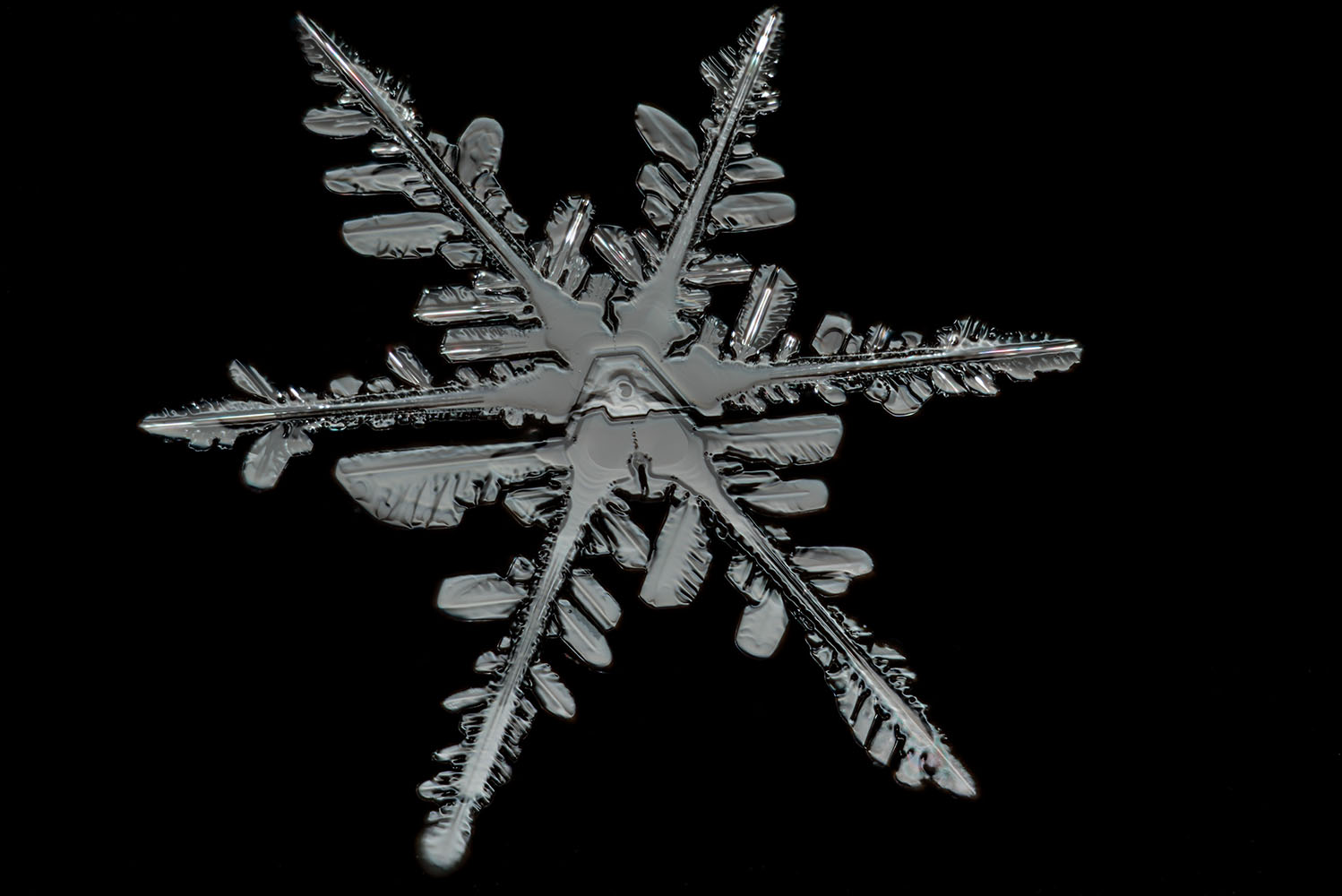
天然の雪片は形成過程が偶然に左右されるためそれぞれ異なる形になる。特徴的な六花の形状は氷の結晶構造と関係がある。

雪片は蒸気量が飽和した氷点下の空気塊の中で無機・有機の微粒子を中心として核生成する。発生した氷晶に水分子が六方対称の配置で付着することによって成長する。凝集力は主に静電的である。

### 氷晶核
ある程度暖かい雲の中で水滴が氷晶となるには、凝固核としてはたらくエアロゾル粒子（氷晶核）を含んでいるか接触していなければならない。氷晶核となりうる粒子は液体雲粒の形成に必要な凝結核と比べて希少である。氷晶核としての有効性を決定する要因は分かっていない。粘土、砂塵、生物由来の粒子は有効だが、その程度ははっきりしない。人工的な氷晶核にはヨウ化銀やドライアイスの粒子があり、これらは人工降雨法において固相の雲粒を生成させるために用いられる。微粒子なしで起きる「均質核生成」は－35℃未満の低温に限られることが実験的に示されている。

### 成長

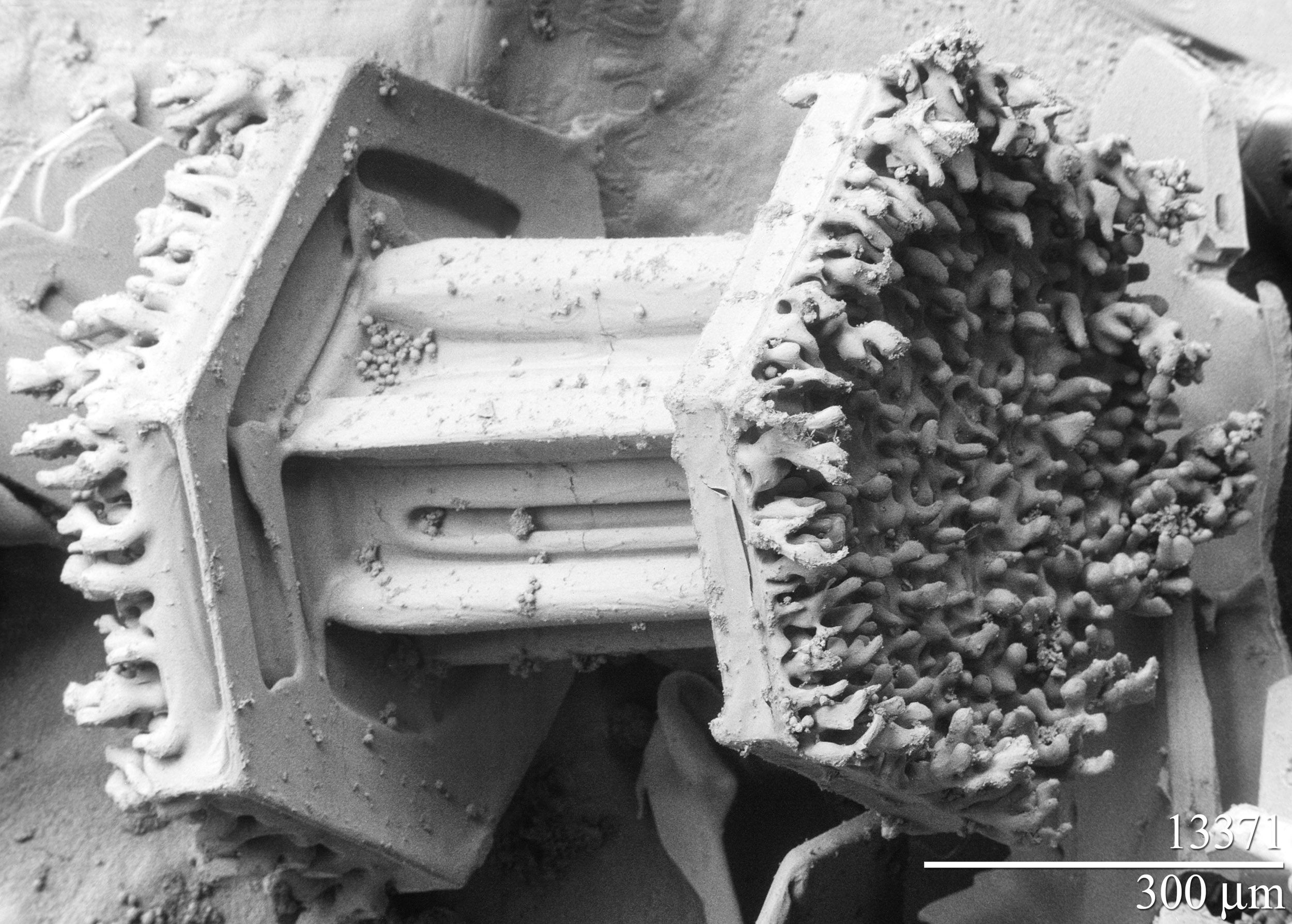
両端に雲粒が付着した「鼓型」結晶の走査型電子顕微鏡写真。

凍結した水滴は過飽和環境において成長する。ここでは氷点下の温度で空気が氷に対して過飽和であるときを考えているが、水の飽和蒸気圧は氷より高いので水に対しても過飽和であるとは限らない。空気中の気相水分子が氷晶表面に当たって凝華することで成長は行われる。それによって大気中の水蒸気が減少すると、周囲の水滴が気化して補う。つまり水滴が減った分だけ氷晶は増大する。液体の水は存在度が高いため水滴ははるかに数が多く、氷晶は水滴を消費しながら数百マイクロメートルから数ミリメートルの大きさにまで成長することができる。この現象はヴェゲナー＝ベルシェロン過程として知られる。粒径が増えると大気中での落下速度が増加し、それによりほかの雲粒と衝突・併合してクラスター化することもあるため、氷晶は効率的な降水源となる。地面に落下する氷粒子は通常この種の併合体である。氷晶が多くの液滴を併合して霧氷状のボールとなったものは霰と呼ばれる。
ギネス世界記録が認定する最大の雪片（併合体）は1887年1月にモンタナ州フォートキーオに降ったもので、差し渡し38 cmとされている。ある農民の報告によるこの記録は疑わしいものだが、8~10 cmの雪粒子は実際に観測されている。単結晶では10セント硬貨大（直径約18 mm）の観測例がある。

### 外観

#### 色

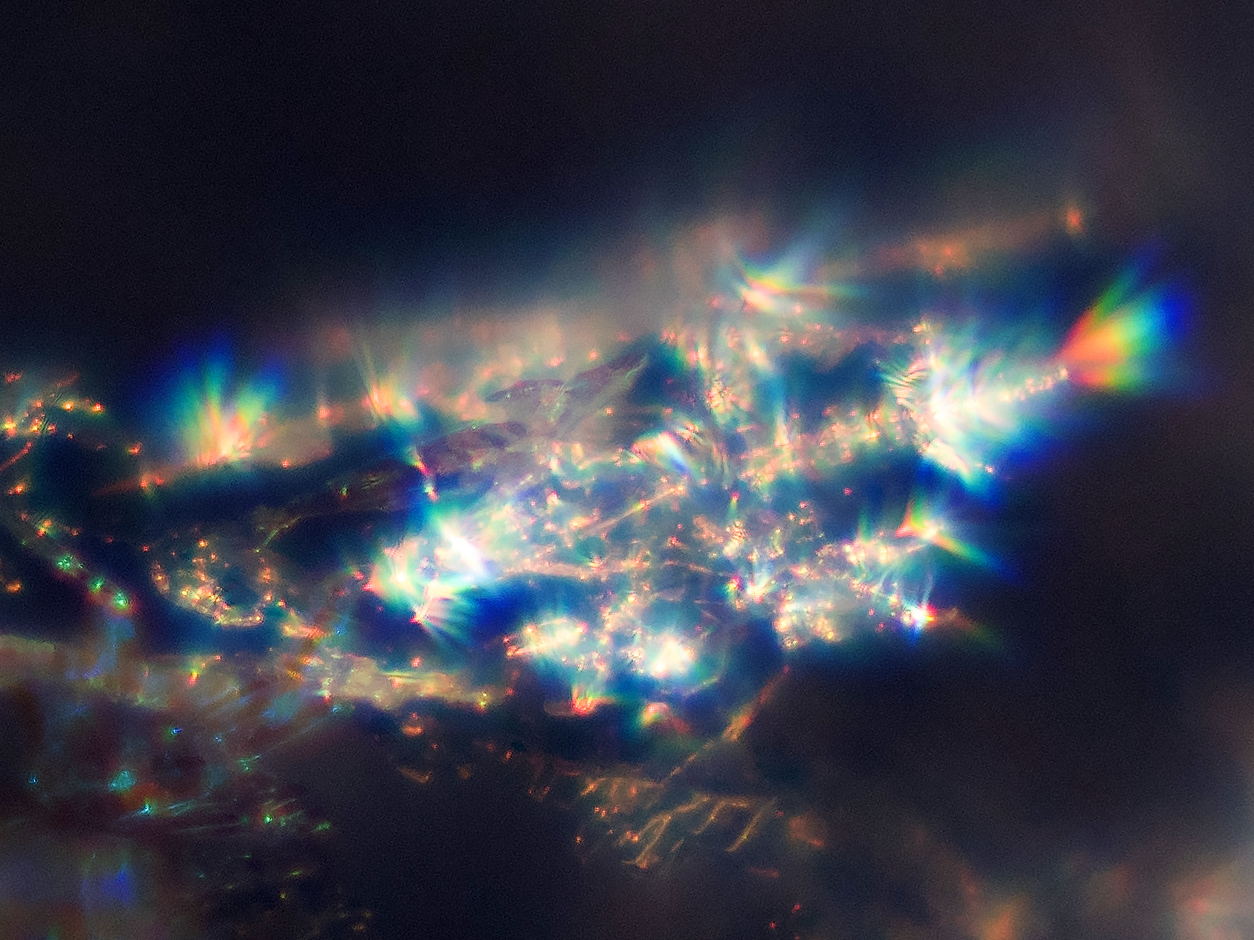
強い直射日光を受けた雪の結晶は微小なプリズムのようなはたらきをする。

氷そのものは透き通っているが、雪の色はふつう白く見える。雪を構成する雪片の微小な結晶面で光が散乱するとき、スペクトルの全域にわたって拡散反射を行うためである。

#### 形状
雪片の形状は生成した温度と湿度によって大きく異なる。－2 ℃程度の温度ではまれに3回対称性を持つ三角形の雪片が生まれることがある。一般的な雪結晶はほとんどの場合形状が不規則だが、写真に写されるのは見た目に魅力的なほぼ完全な形状の結晶が多い。典型的な雪片には1019個もの水分子が含まれており、地面に落ちるまでにどんな温度・湿度の領域を通ったかによって成長の速さやパターンがそれぞれ異なるため、任意に選びだした二つの雪片が外見的に同じであることはまずない。成長条件を制御すれば、分子レベルではともかく、見た目に等しい雪片を作成することは可能である。
雪片が完全に対称的な形状となることはないが、ほかの粒子を併合しない限り近似的に6回対称性を示すことが多い。これは氷の結晶構造が六方晶であることに由来する。凍結したばかりの氷晶は微小な六角形である。六花の雪片が持つ枝（樹枝状結晶）は、六角形の角がそれぞれ独立に伸び、さらにその枝の両側面から小枝が独立に生えたものである。雪片が雲の中を落下するにつれて成長の微小環境はダイナミックに変化するが、この温度と湿度のわずかな変化が水分子の付着の仕方を左右する。微小環境とその変化は雪片の近傍でほぼ一様であるため、どの枝もほとんど同じように成長する傾向がある。この傾向は様々な理由によって破られる。雪片に液体の雲粒が付着すると、その場所の成長が阻害されたり多結晶化することがある。また、気流が運んでくる蒸気は雪片の回転運動によって枝ごとに均等配分されるので、回転が止まると片側の枝だけが大きく伸びていくことになる。微小環境が同じであったとしても枝の成長がすべて等しいとは限らない。一部の結晶形では成長モードによって面ごとの成長速度が影響を受けるため、各枝の成長が一様ではなくなる。実地の研究によると理想的な6回対称形状を持つ雪片は0.1%未満しかない。ごくまれに十二花の雪片が見られることもあるが、この場合も6回対称性は保たれている。

## 分類

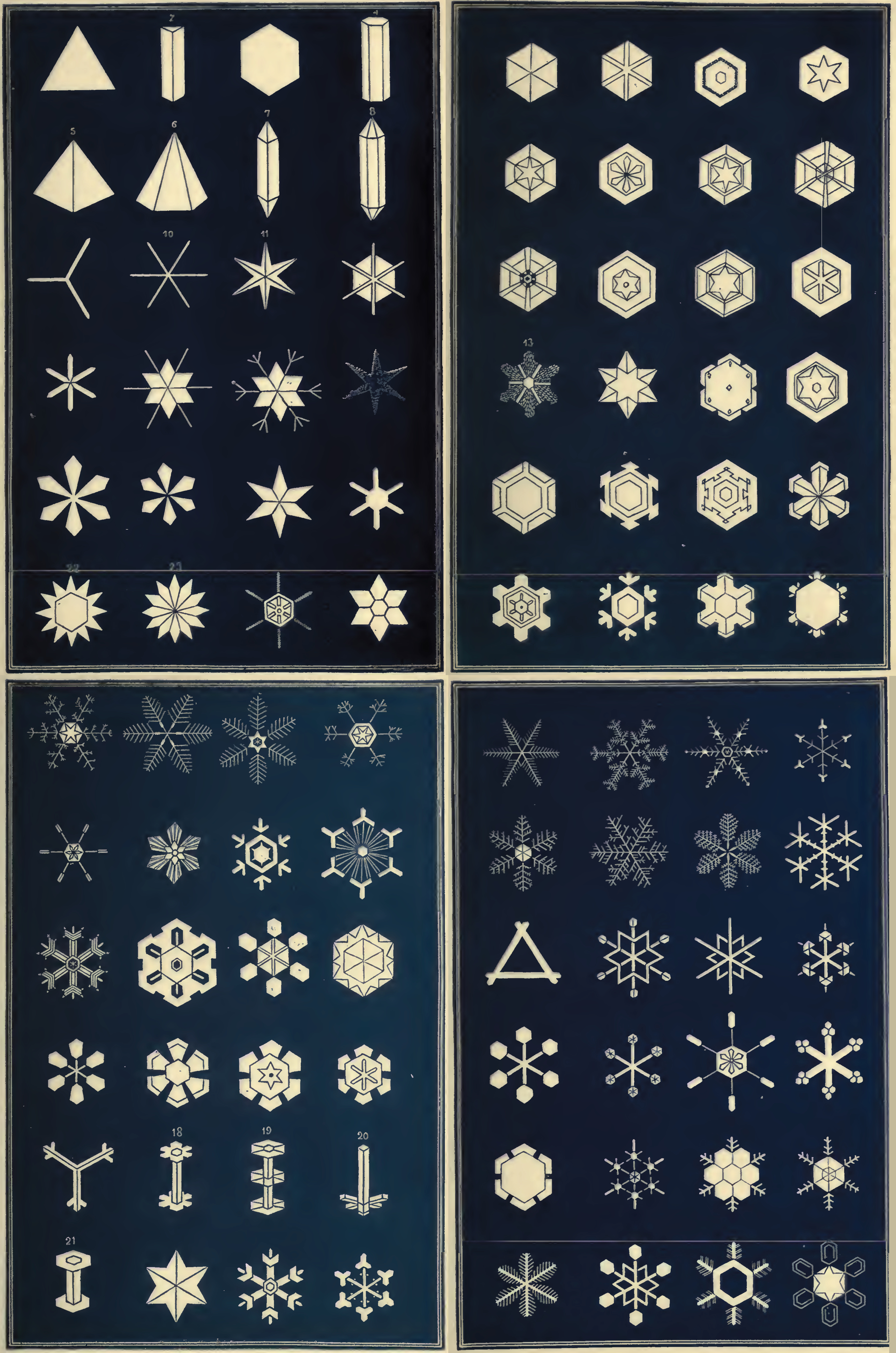
イスラエル・パーキンズ・ウォーレンによる初期の雪片分類（1863年）。

雪片は多様で複雑な形状を持ち、「二つとして同じものはない」と言われる。実験室ではほぼ同一の雪片が得られているものの、自然界で発見される見込みは薄い。同じ形状の雪片を見つけようとする試みを最初に行ったウィルソン・ベントレーは、1885年以来数限りない雪片を顕微鏡で撮影し、今日われわれが知っている様々な形状を発見した。
世界で初めて人工雪を作成した中谷宇吉郎は、その結晶形を成長チャンバーの温度と全含水量に関連付けて「中谷ダイアグラム」と呼ばれる図に表した。小林禎作はこれを改良し、水蒸気飽和度に基づく「小林ダイアグラム」を作り出した。その概要は以下の表の通りである。
| 温度範囲 (℃) | 結晶形（水飽和未満）   | 結晶形（水飽和以上） |
| ------------ | ---------------------- | -------------------- |
| 0~－4        | ―                      | 角板                 |
| －4~－10     | 角柱 骸晶角柱          | 鞘 針状              |
| －10~－22    | 角板 骸晶厚角板 厚角板 | 扇形 樹枝状          |
| －22~－40    | 角柱 骸晶角柱          | 鞘                   |

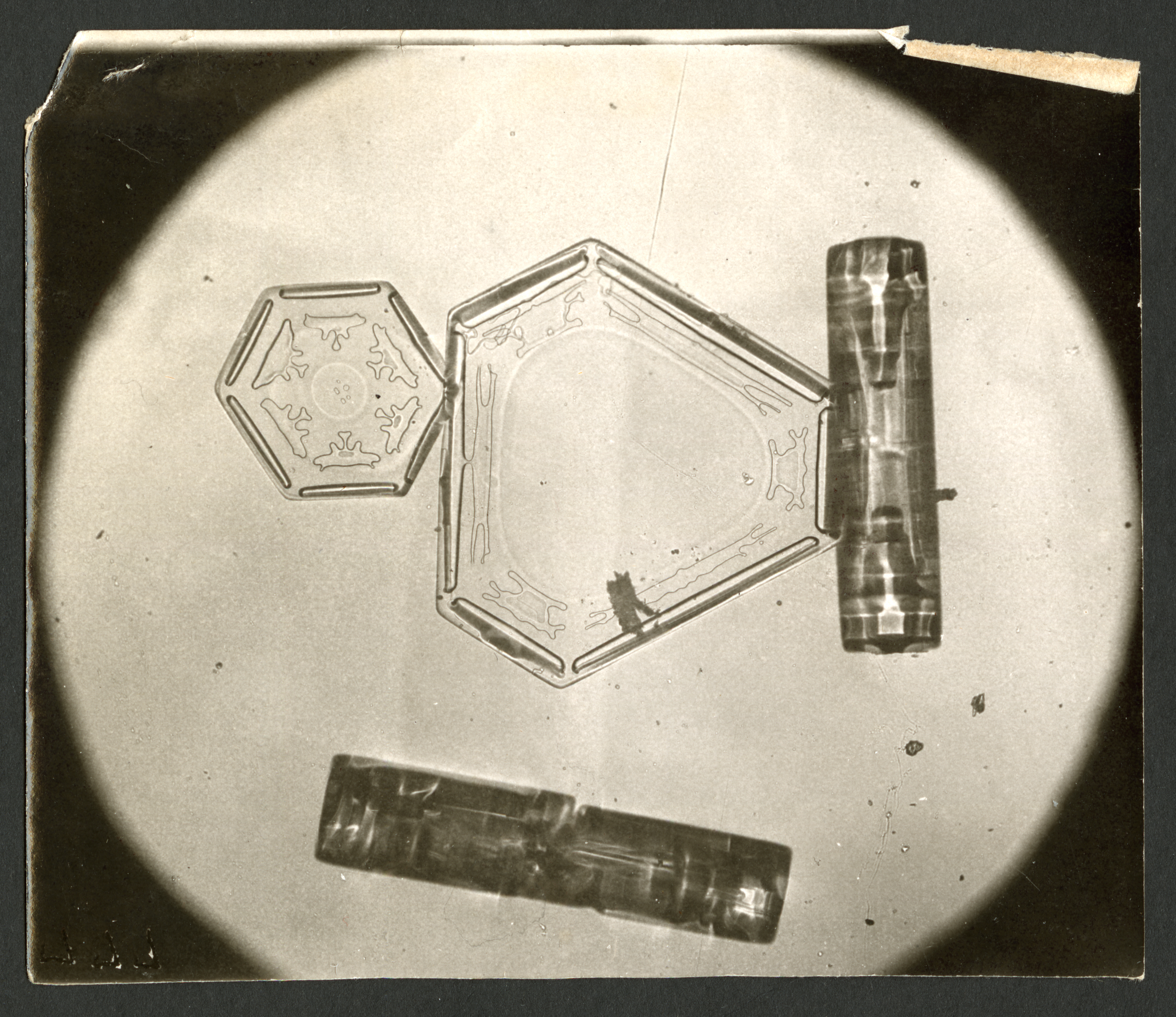
雪片の主要な分類のうちの二種、角板と角柱を撮影したベントレーの写真。残る一種、針状結晶の例はここにない。

雪片の形状は主に形成時の温度と湿度によって決まる。もっとも一般的な雪の粒子は不定形である。氷点下－3 ℃までの低温空気の中では板状の結晶（薄く平面的）が作られる。さらに温度が下がると－8 ℃までは中空の柱、角柱、針状の形となる。－8 ℃から－22 ℃では雪結晶は再び板状になり、枝が伸びて樹枝状になることが多くなる。気温が－22 ℃を切ると飽和度に応じて角板もしくは柱状になる。雪片が形成されるとき水蒸気量は必ず氷に対して過飽和だが、小林が示したように、水に対しても飽和しているかどうかによって結晶形は変わる。蒸気量が水飽和線以下だと厚みが増して広がらない。過飽和空気中では透かし模様が入った繊細華麗な結晶となる傾向がある。成長条件や核の状態によっては、側面に別の板が付いたり、砲弾型や板状の結晶が放射状に伸びているものなど、より複雑な成長パターンも生まれる。約－5 ℃の柱状成長環境で成長を始めた氷晶が、落下していく間にもっと暖かい板状成長環境を通過したとすると、角柱両端に平行な板（または樹枝状結晶）がついた「鼓型」結晶が生まれる。
孫野長治と李柾雨は天然の雪結晶を80通りに分類し、それぞれを顕微鏡写真に記録した。8種の大分類とその下の小分類は以下の通りである。
N: 針状結晶 (Needle crystal)1: 単なる針／2: 針状結晶組合わせ
C: 角柱状結晶 (Columnar crystal)1: 単なる角柱／2: 角柱組合わせ
P: 板状結晶 (Plane crystal)1: 正規六花／2: 変遷六花（付属物がついた板状）／3: 不規則六花／4: 十二花／5: 畸形／6: 立体型／7: 放射型
CP: 角柱・板状組合わせ (Combination of column and plane crystal)1: 鼓型結晶／2: 砲弾・板状組合わせ／3: 縁高結晶（立体的な付属物がついた板状）
S: 側面結晶 (Columnar crystal with extended side plane)1: 側面結晶／2: 鱗型側面結晶／3: 側面、砲弾、角柱の不規則集合
R: 雲粒付結晶 (Rimed crystal)1: 雲粒付結晶／2: 濃密雲粒付結晶／3: 霰状雪／4: 霰
I: 不定形雪結晶 (Irregular snow crystal)1: 氷粒／2: 雲粒付雪粒／3: 結晶破片／4: その他
G: 初期結晶 (Germ of snow crystal)1: 小角柱／2: 初期骸晶／3: 小角板／4: 小六花／5: 小角板集合／6:小不規則結晶
ユネスコが2009年に水文学専門文書として公示した「季節性の積雪の国際分類 (International Classification for Seasonal Snow on the Ground)」は、地面に落ちた雪片を粒子形状や粒径などによって分類する方法を詳述している。この方式では雪結晶の変成と合着を通じて積雪の分析も行われる。

## 象徴としての利用

雪の結晶のシンボルマーク。

主にヨーロッパと北米において、雪片は季節を表す伝統的な図像・モチーフとしてクリスマスシーズンによく使われる。キリスト教の祭典であるクリスマスは、人類の罪を贖うとされているイエスの受肉を祝うものである。そのため欧米のクリスマスでは伝統的に雪片が清らかさを象徴する。イザヤ書が語るところでは、イエスの贖罪は人間の罪を神の眼前で「雪のごとく白く」する（Isaiah 1:18参照）。また雪片は「ホワイトクリスマス」とも関連付けられてきた。
雪片は冬季や寒冷環境の象徴としてもよく使われる。たとえばASTM工業規格では、運転条件の悪い冬道でトラクションを高めるスノータイヤには山と雪片を重ねたシンボルマークが付けられる。様式化された雪片は1968年、1972年、1988年、1998年、2002年の冬季オリンピックでエンブレムの意匠に取り入れられている。
紋章学でも盾に描かれる紋（チャージ）の一種に様式化された雪片があり、冬やウィンタースポーツの象徴として使われることが多い。
Unicodeでは雪の結晶を表す記号が3種類符号化されている。U+2744「snowflake」(❄)、U+2745「tight trifoliate snowflake」(❅)、U+2746「heavy chevron snowflake」(❆) である。

## ギャラリー
ウィルソン・ベントレー（1865年 - 1931年）が撮影した写真の一例。

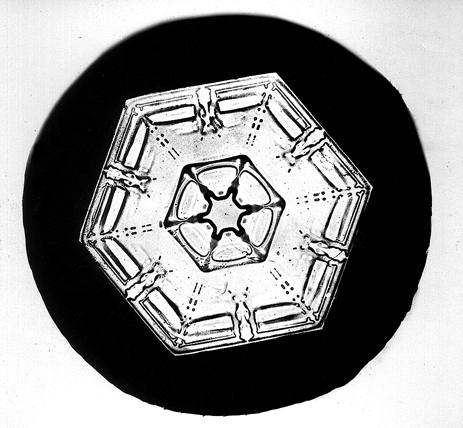
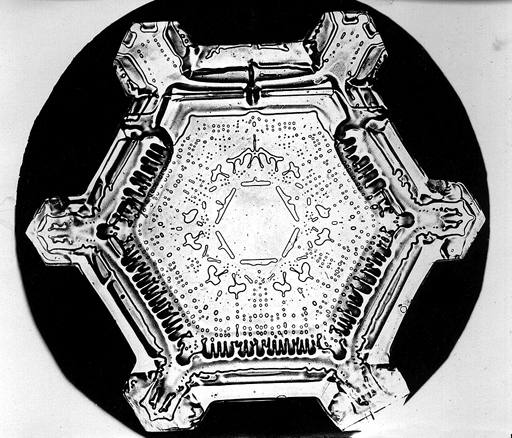
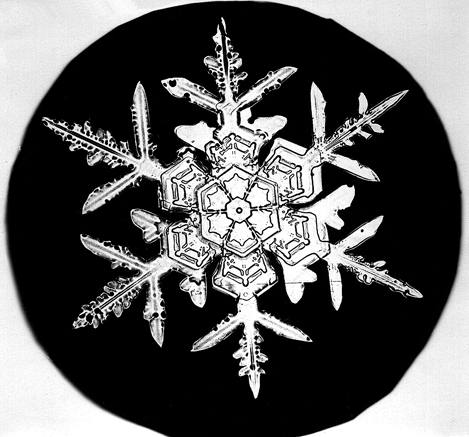
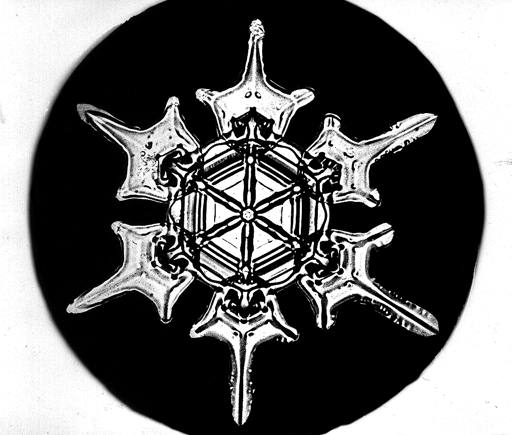
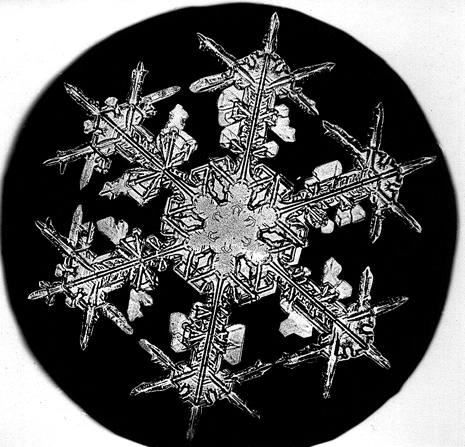
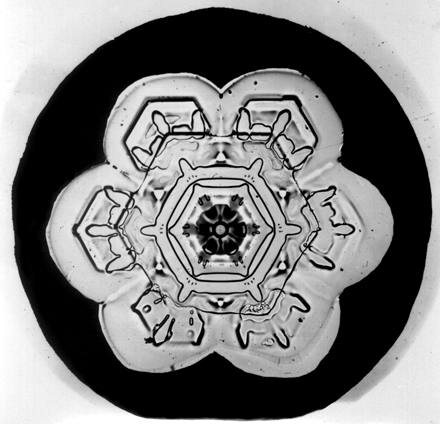
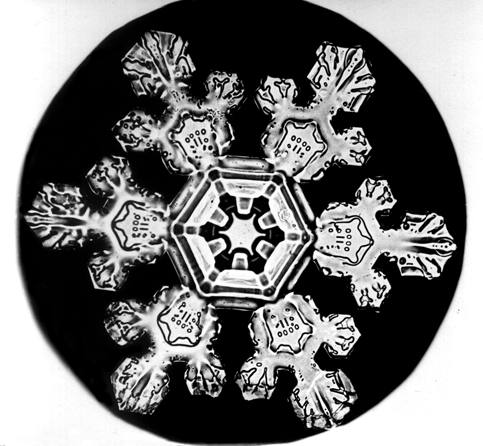
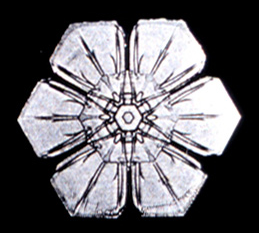
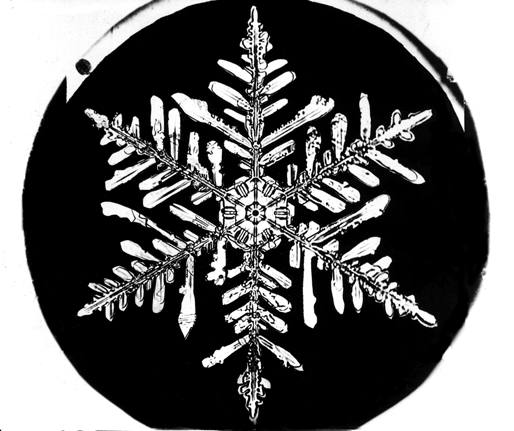
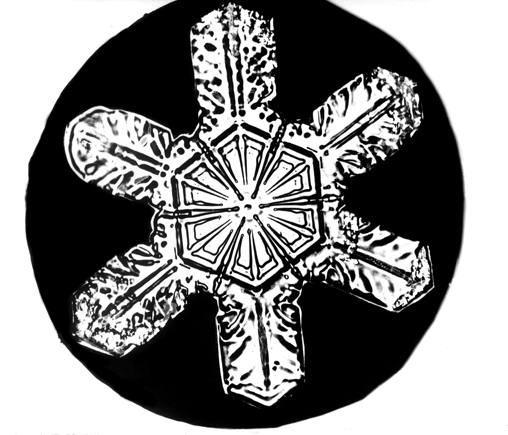
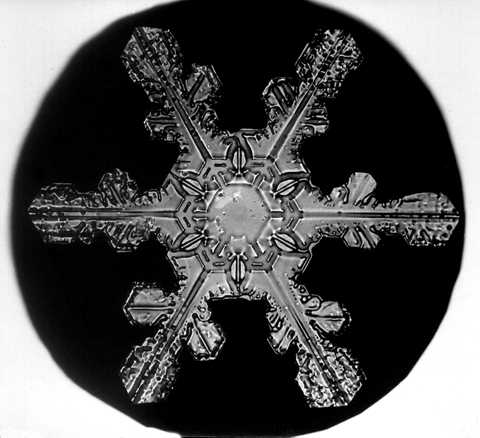
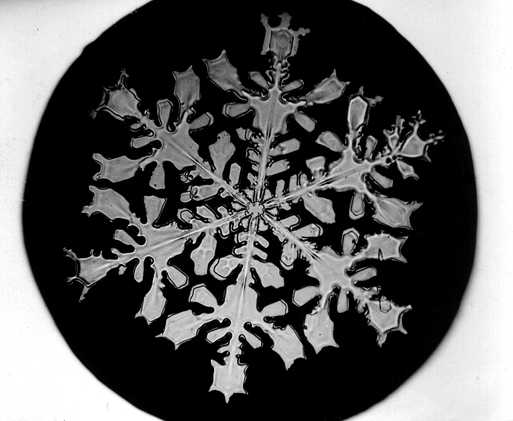

## 関連文献
- Kenneth G. Libbrecht (2006). Ken Libbrecht's Field Guide to Snowflakes. Voyageur Press. ISBN 978-0-7603-2645-9